# Heaven for Everyone
«Heaven for Everyone» (укр. «Небеса для всіх») — пісня, яку написав Роджер Тейлор. Вона спочатку була записана для власного гурту Тейлора — «The Cross», ставши четвертим треком альбому «Shove It». Фредді Мерк'юрі взяв участь у записі як запрошений вокаліст. Далі пісня у переробленому варіанті стала сьомим треком і першим синглом альбому рок-гурту «Queen» «Made in Heaven» 1995 року, через чотири роки після смерті Мерк'юрі. Пісня досягла другого місця у UK Singles Chart.
Зрежисоване Девідом Меллетом, музичне відео до пісні відкривається зображеннями графіті-повідомлень на честь Мерк'юрі на паркані його будинку, у Гарден Лодж, у Кенсінгтоні в Лондоні, перш ніж демонструються кадри епохальних німих фільмів Жоржа Мельєса «Подорож на Місяць» (1902) і «Неможлива подорож» (1904).

## Історія
У деяких повідомленнях вказується, що Роджер Тейлор написав цю пісню у 1986 році, під час сесій запису альбому «Queen» «A Kind of Magic» після того, як була завершена робота над фільмом «Горець». Якщо він це зробив, то пісня не використовувалася або залишалася незавершеною, коли альбом був закінчений. 
Коли Тейлор почав працювати над матеріалом для альбому «Shove It» («Штовхни це»), він позвав Фредді Мерк'юрі, щоб записати бек-вокал до пісні. Було записано дві версії цієї композиції, у одній Мерк'юрі був бек-вокалістом, а Тейлор виконував головну вокальну партію, а у іншій уже сам Мерк'юрі був солістом. Для обох версій були створені власні мінусівки. Версія з вокалом Тейлора вийшла на приблизно двадцять секунд довшою, ніж версія з Мерк'юрі.
Версія пісні для гурту «The Cross» містила вступну промову Тейлора, а також розмовний рефрен всередині. Рефрен у версії з вокалом Тейлора має додаткові текст, якого немає у версії з вокалом Мерк'юрі (хоча він зустрічається у друкованих виданнях лірики пісні). Обидві версії закінчуються словами Тейлора: "And that. Is the end. Of this section." ("І це. Буде кінцем. Цього розділу."). Лишається незрозумілим, що малося на увазі під словом «section» («розділ»), чи кінець першої частини альбому, чи кінець чогось більш-серйозного (фактично лише ця пісня була «серйозним» твором в альбомі гурту).
У Великій Британії вийшов альбом «Shove It» з версією з вокалом Мерк'юрі та сингл з версією з вокалом Тейлора. У США до альбому увійшла версія з вокалом Тейлора, а сингл пісні не видавався взагалі.
У цій пісні, зазначив Тейлор, «було багато хорошого про любов і гідність; звичайна антивоєнна річ».

## Учасники запису
Версія The Cross
- Роджер Тейлор — головний вокал, інші інструменти
- Спайк Едні — клавішні, вокал
- Фредді Мерк'юрі — запрошений вокал, бек-вокал
- можливо Джон Дікон — бас-гітара

Версія Queen
- Фредді Мерк'юрі — головний вокал, бек-вокал
- Браян Мей — електрогітара, бек-вокал
- Роджер Тейлор — ударні, клавішні, бек-вокал
- Джон Дікон — бас-гітара

## Трек-лист

### 1988 синглThe Cross
20 березня
Велика Британія сингл 7"
1. «Heaven for Everyone» (вокал Роджера Тейлора)
2. «Love on a Tightrope»

Велика Британія сингл 12"
1. «Heaven for Everyone» (вокал Роджера Тейлора)
2. «Love on a Tightrope»
3. «Contact»

Після смерті Фредді Мерк'юрі, коли «Queen» готувалися завершити свій посмертний альбом «Made in Heaven», цю пісню вибрали для повторного релізу як пісню «Queen». Головний вокал Мерк'юрі до пісні, записаний у 1987 році, отримав нову мінусівку і новий бек-вокал. Істотна різниця між версіями «The Cross» і версією «Queen» полягає в тому, що був вітсутній розмовний вступ, рефрен та «кінець», як це зробив Тейлор в оригіналі. «Queen» не дали пояснення, чому ці елементи були відкинуті. Сингл цієї версії містив також інструментальну частину, що тривала майже повну хвилину. «Queen» не пояснювали, чому вони вилучили цю частину.
23 жовтня 1995 року, за дав тижні до виходу «Made in Heaven», у Великій Британії вийшов перший сингл (Cat. # QUEEN21) з нового альбому. 30 жовтня 1995 року, за тиждень до виходу альбому, вийшов двосторонній сингл, з різними композиціями на «Б»-стороні. Для синглових релізів була підготовлена окрема версія, були відредаговані деякі інструментальні частини пісні (майже на цілу хвилину).

### 1995 синглQueen
Велика Британія CD1
1. «Heaven for Everyone» (сингл-версія)
2. «It's a Beautiful Day»
3. «Heaven for Everyone» (альбомна версія)

Велика Британія CD2
1. «Heaven for Everyone» (сингл-версія)
2. «Keep Yourself Alive»
3. «The Seven Seas of Rhye»
4. «Killer Queen»

Велика Британія касета
1. «Heaven for Everyone» (сингл-версія)
2. «It's a Beautiful Day» (сингл-версія)

Велика Британія CD сингл
1. «Heaven for Everyone» (сингл-версія)
2. «Soul Brother» (записаний у 1981)

Велика Британія промо CD / 12"
1. «Heaven for Everyone» (сингл-версія)

Велика Британія 7"
- A. «Heaven for Everyone» (сингл-версія)
- B. «Heaven for Everyone» (альбомна версія)

## Музичне відео
Музичне відео до пісні, присвячене пам'яті Фредді Мерк'юрі, зрежисував Девід Меллет і воно вийшло у 1995 році. Відео відкривається зображеннями графіті, намальованих на паркані будинку Мерк'юрі, в Гарден Лодж, у Кенсінгтоні, після чого демонструються кадри з фільмів «Подорож на Місяць» ((«Le Voyage dans la Lune») 1902), «Неможлива подорож» ((«Le Voyage à travers l'impossible»), 1904) і «Затемнення» ((«L éclipse du soleil en pleine lune») 1907) Жоржа Мельєса.
Друге музичне відео до пісні зняв режисер Саймон Паммелл і у ньому знявся кіпрсько-австралійський виконавець Стеларк, що керуючогоє роботизованою «третьою рукою», символізуючи нову еру людини і машини.
Музичне відео для версії гурту «The Cross» зображувало Тейлора співаючого пісню на пляжі, коли люди похилого віку проходили повз членів гурту і піднімалися по сходах, щоб досягти неба.

## Чарти і продажі
| Країна (1995)                             | Позиція |
| ----------------------------------------- | ------- |
| Австралія (ARIA)                          | 15      |
| Австрія (Ö3 Austria Top 40)               | 4       |
| Бельгія ((Ultratop) Фландрія)             | 8       |
| Бельгія ((Ultratop) Валлонія)             | 4       |
| Нідерланди (Dutch Top 40)                 | 3       |
| Нідерланди (Single Top 100)               | 2       |
| Фінляндія (Suomen virallinen lista)       | 5       |
| Франція (SNEP)                            | 8       |
| Німеччина (Media Control Charts)          | 15      |
| Ірландія (IRMA)                           | 7       |
| Нова Зеландія (Recorded Music NZ)         | 25      |
| Норвегія (VG-lista)                       | 18      |
| Швеція (Sverigetopplistan)                | 29      |
| Швейцарія (Schweizer Hitparade)           | 9       |
| Польща (LP3)                              | 1       |
| Шотландія (Official Charts Company)       | 2       |
| Велика Британія (Official Charts Company) | 2       |

| Країна                           | Позиція (1995) |
| -------------------------------- | -------------- |
| Австралія (ARIA)                 | 100            |
| Бельгія ((Ultratop 50) Фландрія) | 69             |
| Бельгія ((Ultratop 50) Валлонія) | 52             |
| Нідерланди (Single Top 100)      | 73             |
| Франція (SNEP)                   | 67             |
| Італія (Hit Parade Italia)       | 47             |

| Країна          | Сертифікація | Дата             | Продано |
| --------------- | ------------ | ---------------- | ------- |
| Франція         | Золото       | 1996             | 250,000 |
| Велика Британія | Срібло       | 1 листопада 1995 | 200,000 |